# Le Gros-Theil
 Le Gros-Theil  là một xã thuộc tỉnh Eure trong vùng Normandie miền bắc nước Pháp.